# Ringwall Wolkensberg
Der Ringwall Wolkensberg ist ein vorgeschichtlicher bis frühgeschichtlicher Ringwall nahe dem Ortsteil Mantlach der Oberpfälzer Stadt Velburg im Landkreis Neumarkt in der Oberpfalz von Bayern. Der Ringwall liegt etwa 950 m östlich von Mantlach in einem Privatwald auf dem Wolkensberg oder Koppersberg. Die Anlage wird als Bodendenkmal unter der Aktennummer D-3-6735-0079 im Bayernatlas als „Ringwall vor- und frühgeschichtlicher Zeitstellung, Höhensiedlung der mittleren bis späten Bronzezeit“ geführt. 

## Beschreibung

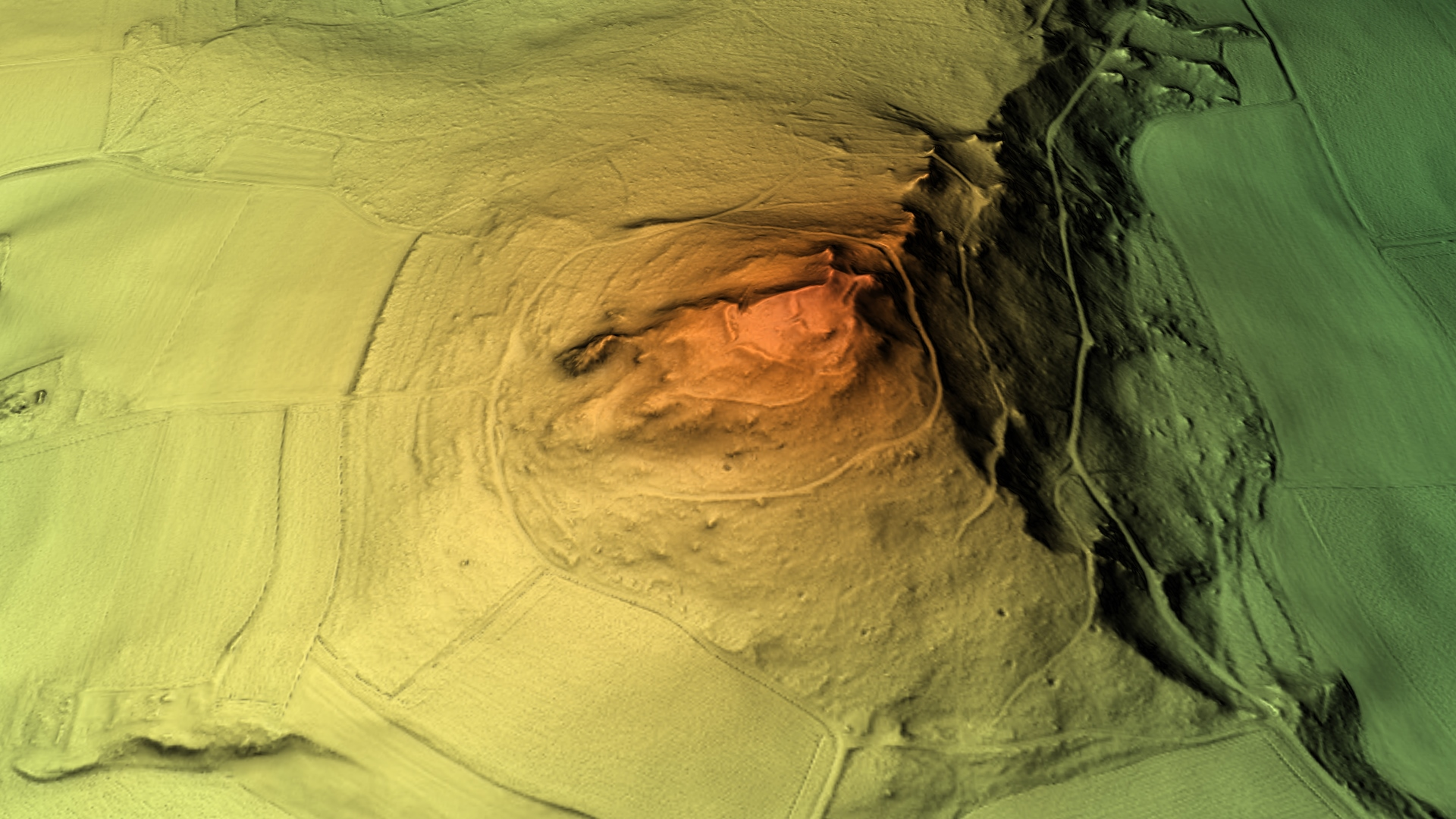
3D-Ansicht des digitalen Geländemodells

Die Kuppe des Wolkensbergs erhebt sich 100 m über dem Talgrund am Westufer der Schwarzen Laber. Der Berg fällt an allen Seiten steil und zum Teil in Felsen ab, ausgenommen ist die begehbare Südwestseite. Die Bergkuppe, die sich von einem Felskopf im Norden nach Süden neigt, wird von einem Ringwall mit 300 m Umfang umfasst. Der Ringwall ist annähernd trapezförmig mit einem schlauchförmigen Fortsatz nach Norden zu dem Felskopf. An der Südostseite befindet sich eine 3 m breite Lücke, das frühere Tor zu der Anlage. Die Innenfläche macht 80 × 50 m aus und wird durch einen Zwischenwall in eine größere Unter- und eine kleinere Oberburg geteilt. Die Steinwälle sind zum Teil verflacht und teilweise nur mehr 0,5 m hoch, aber durchwegs 6 m breit. Ein Teil des Walls ist über den Steilhang abgestürzt. Das nördliche Vorgelände besteht in einer tiefer gelegenen und relativ ebenen Terrasse; diese scheint durch einen weitgehend verflachten Wall, der noch als Stufe im Gelände sichtbar ist, an die Ringanlage angeschlossen gewesen zu sein.

## Geschichte
Die Anlage wird als vor- und frühgeschichtlich eingeordnet. Vorgeschichtliche Lesefunde befinden sich im archäologischen Museum von Amberg. Weitere gefundene Keramiken der Bronzezeit befinden sich im  Historischen Museum Regensburg.